# Noiron-sous-Gevrey
Noiron-sous-Gevrey és un municipi francès, situat al departament de la Costa d'Or i a la regió de Borgonya - Franc Comtat. L'any 2007 tenia 948 habitants.

## Demografia

### Població
El 2007 la població de fet de Noiron-sous-Gevrey era de 948 persones. Hi havia 302 famílies, de les quals 31 eren unipersonals (18 homes vivint sols i 13 dones vivint soles), 74 parelles sense fills, 184 parelles amb fills i 13 famílies monoparentals amb fills.
La població ha evolucionat segons el següent gràfic:
Habitants censats

### Habitatges
El 2007 hi havia 323 habitatges, 304 eren l'habitatge principal de la família, 7 eren segones residències i 12 estaven desocupats. 305 eren cases i 18 eren apartaments. Dels 304 habitatges principals, 268 estaven ocupats pels seus propietaris, 33 estaven llogats i ocupats pels llogaters i 3 estaven cedits a títol gratuït; 1 tenia una cambra, 11 en tenien dues, 18 en tenien tres, 81 en tenien quatre i 194 en tenien cinc o més. 276 habitatges disposaven pel capbaix d'una plaça de pàrquing. A 93 habitatges hi havia un automòbil i a 205 n'hi havia dos o més.

### Piràmide de població
La piràmide de població per edats i sexe el 2009 era:
| Homes | Edats   | Dones |
| ----- | ------- | ----- |
| 0     | 95 o +  | 0     |
| 0     | 90 a 94 | 0     |
| 0     | 85 a 89 | 4     |
| 4     | 80 a 84 | 8     |
| 0     | 75 a 79 | 0     |
| 0     | 70 a 74 | 4     |
| 20    | 65 a 69 | 12    |
| 0     | 60 a 64 | 12    |
| 20    | 55 a 59 | 24    |
| 16    | 50 a 54 | 4     |
| 24    | 45 a 49 | 24    |
| 40    | 40 a 44 | 24    |
| 44    | 35 a 39 | 44    |
| 48    | 30 a 34 | 36    |
| 20    | 25 a 29 | 24    |
| 8     | 20 a 24 | 8     |
| 8     | 15 a 19 | 20    |
| 28    | 10 a 14 | 44    |
| 44    | 5 a 9   | 48    |
| 20    | 0 a 4   | 32    |

## Economia
El 2007 la població en edat de treballar era de 596 persones, 466 eren actives i 130 eren inactives. De les 466 persones actives 445 estaven ocupades (227 homes i 218 dones) i 22 estaven aturades (9 homes i 13 dones). De les 130 persones inactives 44 estaven jubilades, 63 estaven estudiant i 23 estaven classificades com a «altres inactius».

### Ingressos
El 2009 a Noiron-sous-Gevrey hi havia 334 unitats fiscals que integraven 1.056,5 persones, la mediana anual d'ingressos fiscals per persona era de 19.951 €.

### Activitats econòmiques
Dels 23 establiments que hi havia el 2007, 1 era d'una empresa alimentària, 1 d'una empresa de fabricació d'altres productes industrials, 5 d'empreses de construcció, 5 d'empreses de comerç i reparació d'automòbils, 1 d'una empresa d'hostatgeria i restauració, 4 d'empreses immobiliàries, 5 d'entitats de l'administració pública i 1 d'una empresa classificada com a «altres activitats de serveis».
Dels 7 establiments de servei als particulars que hi havia el 2009, 1 era un taller de reparació d'automòbils i de material agrícola, 1 paleta, 2 guixaires pintors, 1 lampisteria, 1 electricista i 1 restaurant.
L'únic establiment comercial que hi havia el 2009 era una fleca.
L'any 2000 a Noiron-sous-Gevrey hi havia 4 explotacions agrícoles que ocupaven un total de 704 hectàrees.

## Equipaments sanitaris i escolars
El 2009 hi havia 1 escola maternal i 1 escola elemental.

## Poblacions més properes
El següent diagrama mostra les poblacions més properes.